# São Miguel da Boa Vista
São Miguel da Boa Vista là một đô thị thuộc bang Santa Catarina, Brasil. Đô thị này có diện tích 71,922 km², dân số năm 2007 là 1972 người, mật độ 21,8 người/km².